# Industriální hudba
Industriální hudba nebo industriál je termín, který v současné době vyhrazen pro celou řadu hudebních stylů, jejichž společným jmenovatelem je zároveň
- užití určitých technik hudební produkce v duchu principů tvorby elektronické hudby, resp. musique concrète a
- doba vzniku počínaje 70. lety 20. století

## Terminologie
Pojem sám o sobě se vyvíjel - název „industriální“ byl poprvé použit v polovině sedmdesátých let umělci vydavatelství Industrial Records, kteří ho definovali a stali zakladateli stylu. Jednalo se o britskou formaci Throbbing Gristle, která svou činnost determinovala jako "hudbu, vytvářenou pro nové pokolení, vymezujíc se zároveň proti hudbě dosud vytvářené (kterou nazývali "zemědělskou") jako generace jiného, tedy "industriálního" cítění, ke které promlouvají mechanické objekty a průmysl srovnatelnou poetikou jako k předchozí příroda.
Na samém počátku byl tedy zcela po právu termín „industriál(ní)“ vykládán zcela v duchu jeho tvůrců, resp. jako hudební produkce a technika, blízká Throbbing Gristle a jejich příbuzným projektům. S postupem času termín ve svém významu nabýval na konotacích, mnohdy vzdálených (mnoho lidí dnes chápe slovo industriální či industriál jako výraz odosobněnosti, dokonce i nehumánnosti), které se však v průběhu let vžily a ovlivnily jeho masové užívání.
Dnešní definice pojmu zobrazuje především fakt, že v průběhu doby vzniklo mnoho hudby, která nemá inspiraci v Throbbing Gristle, ačkoli užívá podobné tvůrčí techniky, proto bylo nezbytné originální obsah tohoto pojmu změnit do současné podoby.

## Historické souvislosti
Z historického hlediska je třeba si uvědomit, že v rámci hudebních forem a technik nebyl industriál vynálezem Throbbing Gristle, ale má své kořeny již v druhé dekádě dvacátého století u Edgarda Varèseho v rané elektronické hudbě a v Schaeferově musique concrète a jejich následovníků (Karlheinz Stockhausen, Iannis Xenakis ad.)
Současně je nutno uvědomit si, že základní motivací vzniku hnutí, soustředěného kolem Industrial Records, nebyla nová hudební forma nebo myšlenka jako taková - je ho třeba vidět jako odmítnutí diktátu hudebního průmyslu o tom, jaká hudba má být. V tomto směru byli ve své době v podobně revoltujícím postavení jako punk, ovšem mnohem sofistikovanějším.

## Kulturní vliv
Industriál ovlivnil natolik aktivity v rozličných uměleckých odvětvích, že je používán i termín "industriální kultura". Proto lze "industriální hudbu" považovat i za představitelku obecného uměleckého směru, jakkoli tento je definován jen velmi mlhavě.
V průběhu let vznikla celá řada projektů a souborů, které industriální hudbu rozvíjely, jsou jejím přínosem či se staly zakladateli nových subžánrů. Z nejdůležitějších je třeba zmínit NIN, Test Dept, Cabaret Voltaire, Whitehouse, SPK, Laibach, Einstürzende Neubauten, Ministry ad.
Industriál od počátku osmdesátých let přerůstá celosvětově v postindustriální hudbu širokou aplikací principů do žánrově a stylově mnohovrstevných odvětví tvorby i hudebního průmyslu.